# Willy Vorkastner
Willy Carl Robert Vorkastner (ur. 20 lipca 1878 w Poczdamie, zm. 19 listopada 1931 w Halle) – niemiecki lekarz psychiatra, neurolog i specjalista medycyny sądowej.

## Życiorys
Ukończył gimnazjum w Goslar, studiował na Uniwersytecie w Getyndze, Berlinie, Heidelbergu i Halle. Następnie praktykował jako wolontariusz w Klinice Uniwersyteckiej w Halle i w Szpitalu Miejskim w Poczdamie. Tytuł doktora medycyny uzyskał w 1903 roku na Uniwersytecie w Halle. Następnie pracował w Klinice Psychiatryczno-Neurologicznej Uniwersytetu w Greifswaldzie. W 1910 roku habilitował się. Został profesorem nadzwyczajnym na Uniwersytecie w Halle w 1922 roku. W 1927 powołany na katedrę medycyny sądowej Uniwersytetu we Frankfurcie nad Menem. Zmarł nagle na zawał serca w wieku 53 lat.

## Wybrane prace
- Beitrag zur Frage der Operabilität der Hirntumoren. Halle a. S.: C. Nietschmann, 1903
- Ueber pseudomelancholische Zustände[1].  1905
- Epilepsie und Dementia Praecox. Berlin: S. Karger, 1918
- Ueber Nyktostereotypismen. Allg. Ztschr. f. Psychiat. 74, 1918
- Beitrag zur Frage der Rückenmarksveränderungen bei der progressiven Paralyse[2], 1920
- Die forensische (strafrechtliche) Bedeutung der Hypnose[3]. 1925
- Forensische Beurteilung. Springer, 1929
- Über Werden und Wesen der Gerichtlichen Medizin[4], 1931